# Serednie
Serednie (ukrainien : Середнє) est une commune urbaine de l'oblast de Transcarpatie, en Ukraine. Elle compte 4 336 habitants en 2021. Il existe un château de plaine, sur base de donjon carré du XIIIe siècle.

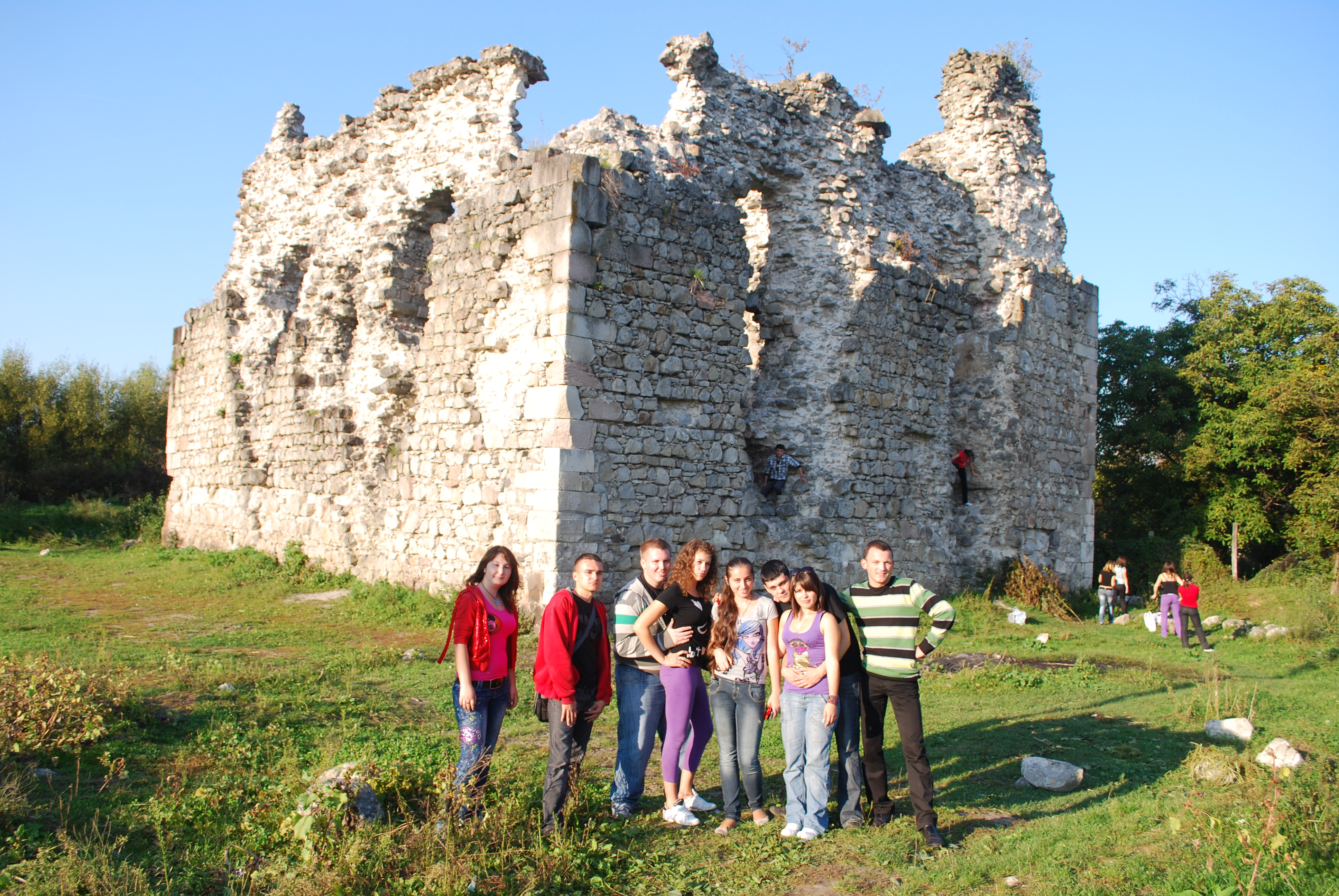
Château de Seredne, classé[2], patrimoine national N°195 ;